# Ванаро Н'Годрелла
Ванаро Н'Годрелла (фр. Wanaro N'Godrella; 18 жовтня 1949 — 26 травня 2016) — колишній французький тенісист.
Найвищу одиночну позицію світового рейтингу — 71 місце досяг 15 жовтня 1973 року.
Найвищим досягненням на турнірах Великого шолома був півфінал в змішаному парному розряді.

## Фінали

### Парний розряд (1 поразка)
| Результат | W-L | Дата     | Турнір     | Покриття | Партнер           | Суперники               | Рахунок       |
| --------- | --- | -------- | ---------- | -------- | ----------------- | ----------------------- | ------------- |
| Поразка   | 0–1 | Вер 1972 | Сіетл, США | Тверде   | Жан-Батіст Шанфро | Росс Кейс Джефф Мастерз | 6–4, 6–7, 4–6 |